# Саллеллаху алейхи ве селлем
Саллеллаху алейхи ве селлем (на арабски: صَلَى اللَهُ عَلَيْهِ وَسَلَّم, буквално значение: Мир и благословия на Аллах да бъдат на него), алтернативните варианти включват: салляллаху алейхи ве селлем, саллаллаху алейхи ве селлем, саллеллаху алейхи веселлем, салляллаху алейхи веселлем, съкращенията включват: с.а.с., с.а.в.с., с.а.в., в исляма, е почетен, специално запазен за пророка Мухаммед. Различава се от „алейхисселям“ (на арабски: عَلَيْهِ السَّلَام), който е запазен за други пророци пред Мухаммед, включително меляикета.